# Michel-Jean-Hugues Péan
Michel-Jean-Hugues Péan, seigneur de Livaudière, d'Onzain et de Saint-Michel, né le 18 mai 1723 à Contrecœur, Montérégie, Québec, Canada et mort le 21 août 1782 à Cangey (Indre-et-Loire), est un militaire et administrateur colonial en Nouvelle-France au XVIIIe siècle.

## Biographie

### Origines
Il était le fils du commandant Jacques-Hugues Péan de Livaudière et de Marie-Françoise Pécaudy de Contrecœur, fille de François-Antoine Pécaudy de Contrecœur.

### Carrière militaire
Officier du détachement des troupes de la marine et aide-major de Québec. Il épouse Angélique des Méloizes, fille de Nicolas Renaud d'Avesnes des Méloizes, seigneur de Neuville et capitaine des troupes de la marine et d'Angélique Chartier de Lotbinière le 3 janvier 1746 à Québec, Capitale-Nationale. Avec sa femme, ils émigrent vers la France en 1760 à bord du Fanny.

### L'affaire du Canada
Associé avec l'intendant François Bigot dans le commerce colonial, il sert d'intermédiaire entre Bigot et la famille Gradis dans le ravitaillement du Canada entre 1757 et 1758.
Avec Nicolas Renaud d'Avesnes des Méloizes et l'intendant François Bigot, les trois hommes sont accusés dans l'affaire du Canada. Emprisonnés à la Bastille en novembre 1761. Leur procès s'ouvre le 27 janvier 1762 à l'issue duquel Péan est condamné à restituer 600 000 livres et à rester à la Bastille jusqu'à ladite restitution vers 1765.
Il achète le château d'Onzain, ainsi qu'un hôtel en 1766 à Blois.
Il décède le 21 août 1782 à Cangey, en France.

## Descendance
De son union avec Angélique des Méloizes nait : 
- Angélique-Renée-Françoise Péan de Livaudière, née à Québec le 12 novembre 1751. Elle épouse  le marquis de Marconnay, colonel d'infanterie, grand prévôt du Pas-de-Calais, le 5 septembre 1769. Elle meurt sans postérité en mars 1779.

## Sources et bibliographie
- Louis Le Jeune, Michel-Jean-Hugues Péan», dans Dictionnaire général de biographie, histoire, littérature, agriculture, commerce, industrie et des arts, sciences, mœurs, coutumes, institutions politiques et religieuses du Canada, Vol. II, Ottawa, Université d’Ottawa, 1931,  829 pages., p. 415-416. Consultable ici
- Biographie de Michel-Jean-Hugues Péan sur www.biographi.ca
- Aubry, Mémoire pour Michel-Jean-Hugues Péan, … accusé, contre M. le procureur général du roi en la commission, accusateur, Paris, 1763, lire en ligne sur Gallica